# Gabriel Lautenschlager
Gabriel Lautenschlager (* 9. Dezember 1995) ist ein deutscher Leichtathlet.

## Leben
Lautenschlager gewann bei den Deutschen Meisterschaften 2025 die Bronzemedaille im Halbmarathon.